# 科罗拉多河 (阿根廷)

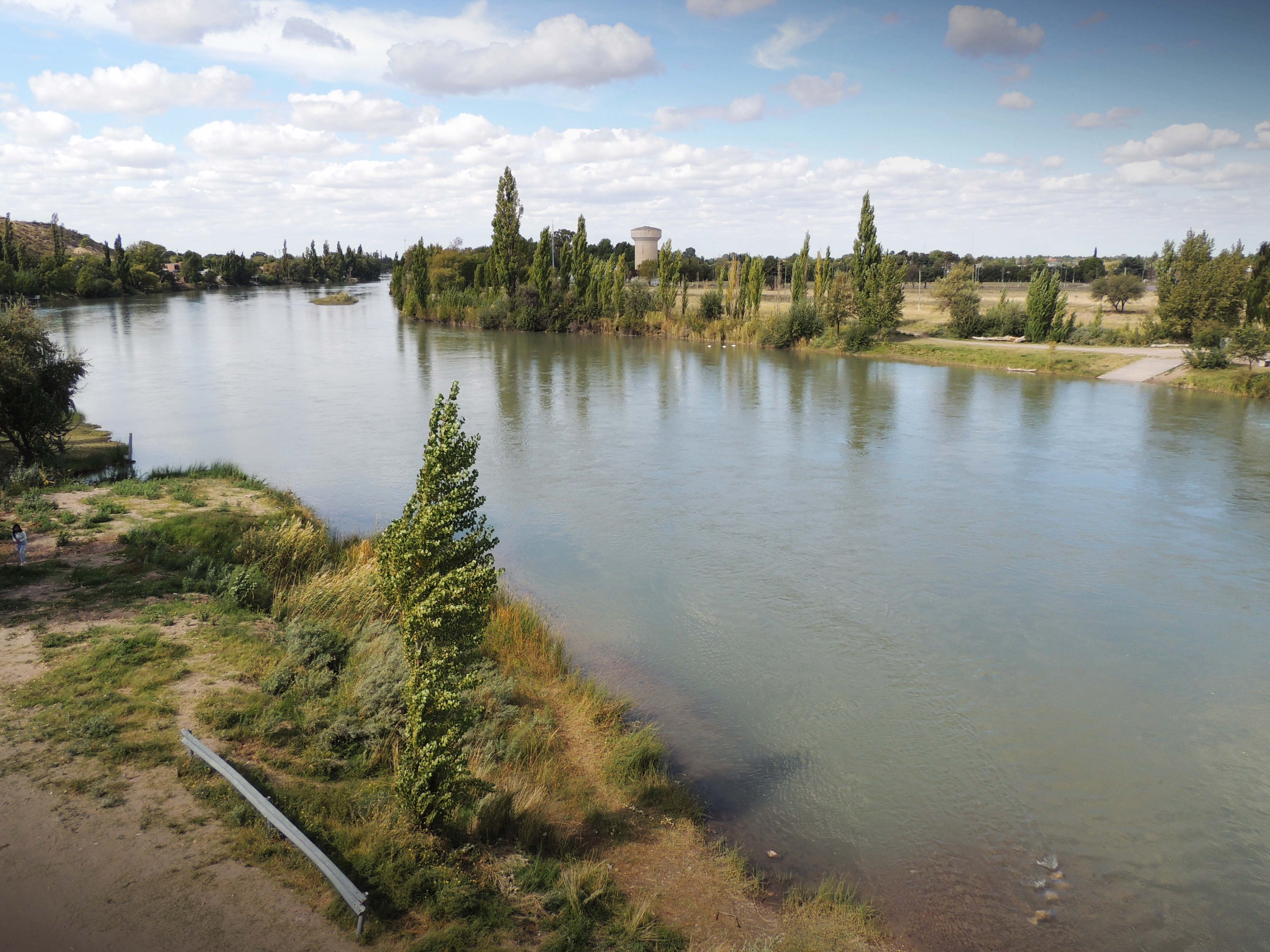
科罗拉多河

科罗拉多河，阿根廷南部河流，发源于安第斯山脉东麓，向东偏东南方向流入大西洋，全长约1000公里，仅下游300公里可通航不超过2米长的小船。该河常被认为是潘帕斯草原和巴塔哥尼亚的分界线。
36°52′20″S 69°45′36″W / 36.8722°S 69.76°W